# Mirko Tedeschi (Radsportler, 1987)
Mirko Tedeschi (* 17. Dezember 1987 in Gallarate) ist ein italienischer Straßenradrennfahrer.
2010 wurde Tedeschi Vierter beim Grand Premio Artigianato Sediai e Mobiliere di Grosso Vierter und bei der Trofeo Edil C Zehnter. Ende des Jahres fuhr er für das britisch-italienische Professional Continental Team CarmioOro NGC als Stagiaire. In der Saison 2011 gewann er den Circuito Alzanese und fuhr bei Lampre-ISD als Stagiaire. 2013 war er beim Gran Premio Industria Commercio Artigianato-Botticino und bei der Trofeo Mp Filtri erfolgreich.

## Teams
- 2006 GC Garlaschese

- 2010 CarmioOro NGC (Stagiaire)
- 2011 Viris Vigevano
- 2011 Lampre-ISD (Stagiaire)
- 2012 Team Idea 2010
- 2013 Team Idea 2010
- 2014 Team Idea